# Persone di nome Armando
| Questa pagina contiene informazioni ricavate automaticamente dalle voci biografiche con l'ausilio del template Bio e di un bot. L'aggiornamento è periodico e automatico e ricostruisce completamente la pagina. Se manca una persona in questa lista, sei pregato di non aggiungerla, ma accertati piuttosto che la sua voce biografica contenga il template Bio e che i dati anagrafici siano correttamente compilati. Se il template Bio manca, inseriscilo tu stesso o, in alternativa, metti l'avviso {{tmp\|Bio}} che ne segnala la mancanza. Se i dati riportati sono sbagliati, correggi direttamente la voce biografica; le modifiche saranno visibili in questa lista entro pochi giorni. Per chiarimenti vedi il progetto antroponimi. La lista contiene solo le 332 persone che sono citate nell'enciclopedia e per le quali è stato implementato correttamente il template Bio. Pagina aggiornata al 22 giu 2025. |

Questa è una lista di persone presenti nell'enciclopedia che hanno il nome Armando, suddivise per attività principale.

## Agronomi(1)
- Armando Maugini, agronomo italiano (Messina, n. 1889 - Firenze, † 1975)

## Allenatori di calcio(11)
- Armando Castellazzi, allenatore di calcio e calciatore italiano (Milano, n. 1904 - Milano, † 1968)
- Armando Çungu, allenatore di calcio, dirigente sportivo e ex calciatore albanese (Scutari, n. 1973)
- Armando Evangelista, allenatore di calcio e ex calciatore portoghese (Guimarães, n. 1973)
- Armando Favi, allenatore di calcio e calciatore italiano (n. 1903)
- Armando Ferroni, allenatore di calcio e ex calciatore italiano (Roma, n. 1961)
- Armando Gonçalves Teixeira, allenatore di calcio e ex calciatore portoghese (Strasburgo, n. 1976)
- Armando Husillos, allenatore di calcio e ex calciatore argentino (Morón, n. 1959)
- Armando Madonna, allenatore di calcio e ex calciatore italiano (Alzano Lombardo, n. 1963)
- Armando Marenzi, allenatore di calcio e ex calciatore croato (Sebenico, n. 1966)
- Armando Passalacqua, allenatore di calcio e calciatore italiano (Novi Ligure, n. 1911 - Novi Ligure, † 1991)
- Armando Serlupini, allenatore di calcio e calciatore italiano (Bastia Umbra, n. 1926 - † 2009)

## Alpinisti(1)
- Armando Aste, alpinista italiano (Reviano, n. 1926 - Rovereto, † 2017)

## Ammiragli(1)
- Armando Lambruschini, ammiraglio argentino (Buenos Aires, n. 1924 - Buenos Aires, † 2004)

## Anatomisti(2)
- Armando Gobetto, anatomista e veterinario italiano (Gassino Torinese, n. 1922 - Chivasso, † 2001)
- Armando Guascone, anatomista italiano

## Antifascisti(2)
- Armando Bussi, antifascista e partigiano italiano (Modena, n. 1896 - Roma, † 1944)
- Armando Vezzelli, antifascista, partigiano e politico italiano (Genova, n. 1892 - Gusen, † 1944)

## Arbitri di calcio(3)
- Armando Aliaga, ex arbitro di calcio boliviano (Cochabamba, n. 1955)
- Armando Marchetti, arbitro di calcio italiano (Roma, n. 1909)
- Armando Marques, arbitro di calcio brasiliano (Rio de Janeiro, n. 1930 - Rio de Janeiro, † 2014)

## Archeologi(1)
- Armando Gravina, archeologo italiano (San Severo, n. 1937)

## Architetti(5)
- Armando Bernabiti, architetto italiano (Crevalcore, n. 1900 - Crevalcore, † 1970)
- Armando Brasini, architetto e urbanista italiano (Roma, n. 1879 - Roma, † 1965)
- Armando Melis de Villa, architetto e urbanista italiano (Iglesias, n. 1889 - Torino, † 1961)
- Armando Ronca, architetto italiano (Verona, n. 1901 - Bolzano, † 1970)
- Armando Ruinelli, architetto svizzero (Soglio, n. 1954)

## Arcivescovi cattolici(2)
- Armando Dini, arcivescovo cattolico italiano (Milano, n. 1932)
- Armando Lombardi, arcivescovo cattolico italiano (Cercepiccola, n. 1905 - Rio de Janeiro, † 1964)

## Artisti(1)
- Armando Marrocco, artista, pittore e scultore italiano (Galatina, n. 1939)

## Attivisti(1)
- Armando Giuranna, attivista italiano (Enna, n. 1945 - Palermo, † 2018)

## Attori(20)
- Armando Bandini, attore e doppiatore italiano (Genova, n. 1926 - Roma, † 2011)
- Armando Bottin, attore italiano (Anzio, n. 1942 - Romford, † 1989)
- Armando Brancia, attore italiano (Napoli, n. 1917 - Anzio, † 1997)
- Armando Bó, attore cinematografico, produttore cinematografico e regista cinematografico argentino (Buenos Aires, n. 1914 - Buenos Aires, † 1981)
- Armando Calvo, attore spagnolo (San Juan, n. 1919 - Città del Messico, † 1996)
- Armando Carini, attore italiano (Genova, n. 1931 - Fivizzano, † 2014)
- Armando Cavaliere, attore italiano (Chiusano di San Domenico, n. 1943 - Napoli, † 2024)
- Armando Celso, attore, cabarettista e chitarrista italiano (Genova, n. 1934)
- Armando Falconi, attore italiano (Roma, n. 1871 - Milano, † 1954)
- Armando Francioli, attore italiano (Roma, n. 1919 - Roma, † 2020)
- Armando Libianchi, attore e paroliere italiano (Roma, n. 1925 - Bonzanigo, † 1980)
- Armando Lombardo, attore, regista teatrale e scrittore italiano (Messina, n. 1933)
- Armando Marra, attore, regista e cantante italiano (Napoli, n. 1936 - Bologna, † 2011)
- Armando Migliari, attore italiano (Frosinone, n. 1887 - Roma, † 1976)
- Armando Pugliese, attore, regista teatrale e direttore artistico italiano (Napoli, n. 1947 - Roma, † 2024)
- Armando Riesco, attore portoricano (Mayagüez, n. 1977)
- Armando Rossi, attore e commediografo italiano (Modena, n. 1909 - Torino, † 1988)
- Armando Silvestre, attore messicano (San Diego, n. 1926 - Coronado, † 2024)
- Guy Williams, attore statunitense (New York, n. 1924 - Buenos Aires, † 1989)
- Armando del Río, attore e regista spagnolo (Saragozza, n. 1970)

## Aviatori(4)
- Armando Boetto, aviatore e ufficiale italiano (Cuorgnè, n. 1911 - cielo del Mediterraneo, † 1941)
- Armando Di Tullio, aviatore e militare italiano (Roma, n. 1913 - Alessandria d'Egitto, † 1940)
- Armando de Dominicis, aviatore italiano (Montecarlo, n. 1890)
- Armando François, aviatore italiano (Pontelagoscuro, n. 1905 - Gorizia, † 1955)

## Avvocati(1)
- Armando Riccardi, avvocato e politico italiano (Ceprano, n. 1902 - Frosinone, † 1981)

## Baritoni(2)
- Armando Ariostini, baritono italiano (Milano, n. 1951)
- Armando Borgioli, baritono italiano (n. 1898 - † 1945)

## Cabarettisti(1)
- Tognella, cabarettista e attore italiano (Legnano, n. 1938 - Legnano, † 1995)

## Cantanti(6)
- Armandino, cantante, chitarrista e attore italiano (Napoli, n. 1922 - Napoli, † 2011)
- Armando De Razza, cantante e attore italiano (Roma, n. 1955)
- Buddy Greco, cantante e pianista statunitense (Filadelfia, n. 1926 - Las Vegas, † 2017)
- Armando Savini, cantante italiano (Dovadola, n. 1946)
- Carlo Moreno, cantante e compositore italiano (Bologna, n. 1907 - Bologna, † 1962)
- Armando Stula, cantante, attore e pittore italiano (Sogliano al Rubicone, n. 1942)

## Cantautori(3)
- Armando Gama, cantautore e baritono portoghese (Luanda, n. 1954 - Lisbona, † 2022)
- Armando Manzanero, cantautore, compositore e musicista messicano (Mérida, n. 1935 - Città del Messico, † 2020)
- Armando Romeo, cantautore e compositore italiano (Napoli, n. 1924 - Sanremo, † 2016)

## Cestisti(13)
- Armando Albano, cestista brasiliano (San Paolo, n. 1909 - Rio de Janeiro, † 1942)
- Armando Becker, ex cestista venezuelano (Caracas, n. 1966)
- Armando Costa, ex cestista angolano (Luanda, n. 1983)
- Armando Estrada Rivero, ex cestista cubano (Santa Clara, n. 1930)
- Armando Fagarazzi, cestista italiano (Venezia, n. 1922 - Lido di Venezia, † 1993)
- Armando Felipe Simões de Carvalho, cestista brasiliano (Rio de Janeiro, n. 1946 - Goiânia, † 2023)
- Armando Herrera, cestista messicano (Chihuahua, n. 1931 - Città del Messico, † 2020)
- Armando Maunier, cestista spagnolo (Barcellona, n. 1907 - † 1998)
- Armando Merlitti, ex cestista italiano (Mosciano Sant'Angelo, n. 1968)
- Armando Palacios, cestista venezuelano (Caracas, † 2005)
- Armando Rossi, cestista peruviano (Ayacucho, n. 1915 - Lima, † 1977)
- Armando Rubio, cestista e allenatore di pallacanestro ecuadoriano († 2013)
- Armando Torres, ex cestista e allenatore di pallacanestro portoricano (Ponce, n. 1941)

## Ciclisti su strada(6)
- Armando Barducci, ciclista su strada italiano (Martorano, n. 1926 - Gualdo Tadino, † 2016)
- Armando Latini, ciclista su strada e pistard italiano (Roma, n. 1913 - Roma, † 1966)
- Armando Lora, ex ciclista su strada italiano (Costabissara, n. 1951)
- Armando Pellegrini, ciclista su strada e pistard italiano (Bedulita, n. 1933 - Ponteranica, † 2023)
- Armando Peverelli, ciclista su strada italiano (Milano, n. 1921 - Fino Mornasco, † 1981)
- Armando Zucchini, ciclista su strada e ciclocrossista italiano (Malalbergo, n. 1907 - Bologna, † 1950)

## Compositori(8)
- Chick Corea, compositore, pianista e tastierista statunitense (Chelsea, n. 1941 - Tampa Bay, † 2021)
- Armando De Gregorio, compositore e arrangiatore italiano (Napoli, n. 1866 - Napoli, † 1933)
- Armando Gentilucci, compositore, musicologo e critico musicale italiano (Lecce, n. 1939 - Milano, † 1989)
- Armando Oréfiche, compositore e pianista cubano (L'Avana, n. 1911 - Las Palmas de Gran Canaria, † 2000)
- Armando Renzi, compositore, pianista e direttore d'orchestra italiano (Roma, n. 1915 - Roma, † 1985)
- Armando Rodríguez Ruidíaz, compositore, docente e chitarrista cubano (L'Avana, n. 1951)
- Armando Santiago, compositore e direttore d'orchestra portoghese (Lisbona, n. 1932)
- Lino Carrel, compositore italiano (Roma, n. 1889 - Roma, † 1976)

## Conduttori televisivi(1)
- Armando Traverso, conduttore televisivo, conduttore radiofonico e giornalista italiano (Genova, n. 1958)

## Critici d'arte(1)
- Armando Ginesi, critico d'arte italiano (Jesi, n. 1938 - Jesi, † 2022)

## Critici letterari(2)
- Armando Balduino, critico letterario, filologo e politico italiano (Vicenza, n. 1937 - Padova, † 2020)
- Armando Gnisci, critico letterario italiano (Martina Franca, n. 1946 - Roma, † 2019)

## Designer(1)
- Armando Milani, designer italiano (Milano, n. 1940)

## Direttori d'orchestra(2)
- Armando Agnini, direttore d'orchestra italiano (Napoli - New Orleans, † 1960)
- Armando La Rosa Parodi, direttore d'orchestra e compositore italiano (Genova, n. 1904 - Roma, † 1977)

## Direttori del casting(1)
- Armando Pizzuti, casting director e attore italiano (Isernia, n. 1982)

## Direttori della fotografia(1)
- Armando Nannuzzi, direttore della fotografia e regista italiano (Roma, n. 1925 - Roma, † 2001)

## Dirigenti sportivi(3)
- Armando Chelodi, dirigente sportivo, allenatore di hockey su ghiaccio e ex hockeista su ghiaccio italiano (Cavalese, n. 1973)
- Armando Pantanelli, dirigente sportivo, allenatore di calcio e ex calciatore italiano (Torino, n. 1971)
- Armando Perna, dirigente sportivo, allenatore di calcio e ex calciatore italiano (Palermo, n. 1981)

## Discoboli(1)
- Armando De Vincentiis, ex discobolo italiano (Ascoli Piceno, n. 1943)

## Editori(2)
- Armando Curcio, editore, commediografo e giornalista italiano (Napoli, n. 1900 - Roma, † 1957)
- Armando Verdiglione, editore, saggista e psicanalista italiano (Caulonia, n. 1944)

## Filosofi(5)
- Armando Carlini, filosofo italiano (Napoli, n. 1878 - Pisa, † 1959)
- Armando Girotti, filosofo italiano (Adria, n. 1942)
- Armando Massarenti, filosofo italiano (Eboli, n. 1961)
- Armando Plebe, filosofo e politico italiano (Alessandria, n. 1927 - Roma, † 2017)
- Armando Rigobello, filosofo italiano (Badia Polesine, n. 1924 - Roma, † 2016)

## Fumettisti(2)
- Armando Bonato, fumettista italiano (Lugano, n. 1923 - Milano, † 1991)
- Armando Fernández, fumettista argentino (Buenos Aires, n. 1945 - Buenos Aires, † 2019)

## Generali(4)
- Armando Armani, generale e aviatore italiano (Senigallia, n. 1879 - Roma, † 1970)
- Armando Bachi, generale italiano (Verona, n. 1883 - Auschwitz, † 1944)
- Armando Diaz, generale italiano (Napoli, n. 1861 - Roma, † 1928)
- Armando Pescatori, generale italiano (Parma, n. 1884 - Roma, † 1957)

## Giornalisti(9)
- Armando Ceroni, giornalista svizzero (Lugano, n. 1959)
- Armando Cougnet, giornalista italiano (Nizza, n. 1880 - Milano, † 1959)
- Armando Gallo, giornalista e fotografo italiano (Oriago, n. 1944)
- Armando Gavagnin, giornalista e antifascista italiano (Venezia, n. 1901 - Venezia, † 1978)
- Armando Nogueira, giornalista brasiliano (Xapuri, n. 1927 - Rio de Janeiro, † 2010)
- Armando Pizzo, giornalista e conduttore televisivo italiano (Brescia, n. 1925 - Roma, † 2011)
- Armando Sommajuolo, giornalista italiano (Roma, n. 1953 - Roma, † 2023)
- Armando Torno, giornalista, saggista e conduttore radiofonico italiano (Milano, n. 1953)
- Armando Zanetti, giornalista e antifascista italiano (Cosenza, n. 1890 - Parma, † 1977)

## Imprenditori(1)
- Armando Campioni, imprenditore e dirigente d'azienda italiano (Coazze, n. 1914 - Bora Bora, † 1998)

## Liutai(1)
- Armando Barbieri, liutaio italiano (Asti, n. 1893 - Forlì, † 1963)

## Mafiosi(1)
- Armando Di Natale, mafioso italiano (Siracusa, n. 1941 - Novi Ligure, † 1982)

## Magistrati(1)
- Armando Spataro, ex magistrato e giurista italiano (Taranto, n. 1948)

## Marciatori(1)
- Armando Valente, marciatore italiano (Sampierdarena, n. 1903 - Genova, † 1997)

## Martellisti(1)
- Armando Poggioli, martellista e discobolo italiano (Modena, n. 1888 - † 1967)

## Medici(4)
- Armando Bartolazzi, medico e politico italiano (Roma, n. 1961)
- Armando Businco, medico italiano (Jerzu, n. 1886 - Cagliari, † 1967)
- Armando Corona, medico, imprenditore e politico italiano (Villaputzu, n. 1921 - Cagliari, † 2009)
- Armando Malagodi, medico italiano (Cento, n. 1864 - Ferrara, † 1947)

## Militari(10)
- Armando Crisciani, militare e marinaio italiano (Trieste, n. 1902 - Mar Rosso, † 1941)
- Armando Fausto Fabi, militare italiano (Giuliano di Roma, n. 1931 - Kindu, † 1961)
- Armando Gori, militare italiano (Vicchio, n. 1888 - Genova, † 1953)
- Armando Maglioni, militare italiano (Sarsina, n. 1884 - Mai Beles, † 1936)
- Armando Montani, militare italiano (Bologna, n. 1920 - Mediterraneo, † 1943)
- Armando Palanca, militare e ingegnere italiano (Appignano, n. 1906 - Roma, † 1993)
- Armando Pica, militare e partigiano italiano (Torre del Greco, n. 1904 - Cefalonia, † 1943)
- Armando Rocchi, militare, prefetto e veterinario italiano (Roma, n. 1898 - Perugia, † 1970)
- Armando Tallarigo, militare e politico italiano (Catanzaro, n. 1864 - Roma, † 1952)
- Armando Tortini, militare italiano (Lodi Vecchio, n. 1921 - Ansa di Werch Mamon, † 1942)

## Multiplisti(1)
- Armando Ossena, multiplista e dirigente sportivo italiano (n. 1918 - Mestre, † 1992)

## Musicisti(2)
- Armando Fragna, musicista e compositore italiano (Torre Annunziata, n. 1898 - Livorno, † 1972)
- Armando Mango, musicista, compositore e paroliere italiano (Lagonegro, n. 1952)

## Nobili(2)
- Armando di Borbone-Conti, nobile francese (Parigi, n. 1629 - Pézenas, † 1666)
- Armando Lucifero, nobile, poeta e scrittore italiano (Crotone, n. 1855 - Roma, † 1933)

## Operai(1)
- Armando Fedeli, operaio, antifascista e politico italiano (Perugia, n. 1898 - Perugia, † 1965)

## Ostacolisti(1)
- Armando Filiput, ostacolista italiano (Ronchi dei Legionari, n. 1923 - Ronchi dei Legionari, † 1982)

## Paleografi(1)
- Armando Petrucci, paleografo, medievista e diplomatista italiano (Roma, n. 1932 - Pisa, † 2018)

## Pallanuotisti(2)
- Armando Fernández Alatorre, ex pallanuotista tedesco (Città del Messico, n. 1955)
- Armando Moutinho, pallanuotista portoghese (Oeiras, n. 1915)

## Parolieri(1)
- Armando Costanzo, paroliere, compositore e cantante italiano (Torino, n. 1927)

## Partigiani(5)
- Armando Grava, partigiano e antifascista italiano (Revine, n. 1926 - Revine, † 1945)
- Armando Izzo, partigiano italiano (Afragola, n. 1916 - Afragola, † 2004)
- Armando Montanari, partigiano italiano (Ravenna, n. 1922 - Porto Corsini, † 1944)
- Armando Pagella, partigiano, sindacalista e politico italiano (Castelnuovo Scrivia, n. 1926 - Novi Ligure, † 2006)
- Armando Zolli, partigiano italiano (Gaggio Montano, n. 1910 - Fanano, † 1944)

## Percussionisti(1)
- Armando Peraza, percussionista cubano (L'Avana, n. 1924 - San Francisco, † 2014)

## Pianisti(1)
- Armando Trovajoli, pianista, compositore e direttore d'orchestra italiano (Roma, n. 1917 - Roma, † 2013)

## Piloti automobilistici(1)
- Armando Floridia, pilota automobilistico italiano (Palermo, n. 1944)

## Piloti motociclistici(1)
- Armando Toracca, pilota motociclistico italiano (La Spezia, n. 1951)

## Pittori(10)
- Armando Baldinelli, pittore e incisore italiano (Ancona, n. 1908 - Johannesburg, † 2002)
- Armando Buratti, pittore italiano (Roma, n. 1924 - Roma, † 2018)
- Armando Buso, pittore e incisore italiano (Tezze di Piave, n. 1914 - Oderzo, † 1975)
- Armando Cermignani, pittore, incisore e ceramista italiano (Castellammare Adriatico, n. 1888 - Roma, † 1957)
- Armando De Stefano, pittore italiano (Napoli, n. 1926 - Napoli, † 2021)
- Armando Pizzinato, pittore italiano (Maniago, n. 1910 - Venezia, † 2004)
- Armando Reverón, pittore venezuelano (Caracas, n. 1889 - Caracas, † 1954)
- Armando Spadini, pittore italiano (Firenze, n. 1883 - Roma, † 1925)
- Armando Tomasi, pittore italiano (Roè Volciano, n. 1940 - † 2015)
- Armando Tonello, pittore italiano (Vittorio Veneto, n. 1897 - Venezia, † 2001)

## Poeti(2)
- Armando Mazza, poeta, scrittore e giornalista italiano (Palermo, n. 1884 - Milano, † 1964)
- Armando Volpi, poeta e pittore italiano (Roma, n. 1888 - Milano, † 1952)

## Politici(25)
- Armando Angelini, politico e avvocato italiano (Seravezza, n. 1891 - Seravezza, † 1968)
- Armando Borghi, politico, anarchico e giornalista italiano (Castel Bolognese, n. 1882 - Roma, † 1968)
- Armando Calaminici, politico italiano (Catanzaro, n. 1938)
- Armando Calderón Sol, politico salvadoregno (San Salvador, n. 1948 - Houston, † 2017)
- Armando Casalini, politico italiano (Forlì, n. 1883 - Roma, † 1924)
- Armando Cascio, politico italiano (Fiumedinisi, n. 1920 - † 1998)
- Armando Cossutta, politico, giornalista e partigiano italiano (Milano, n. 1926 - Roma, † 2015)
- Armando Cusani, politico italiano (Formia, n. 1963)
- Armando Da Roit, politico e alpinista italiano (La Valle Agordina, n. 1919 - † 1998)
- Armando Dionisi, politico italiano (Canterano, n. 1949)
- Armando Foschi, politico italiano (Coriano, n. 1928 - Rimini, † 2023)
- Armando Fresa, politico e ingegnere italiano (Palmi, n. 1893 - † 1957)
- Armando Guebuza, politico mozambicano (Murrupula, n. 1943)
- Armando Hart, politico e rivoluzionario cubano (L'Avana, n. 1930 - L'Avana, † 2017)
- Armando Magliotto, politico, partigiano e sindacalista italiano (Villafranca, n. 1927 - Savona, † 2005)
- Armando Monasterio, politico, partigiano e sindacalista italiano (Mercato San Severino, n. 1909 - Roma, † 1992)
- Armando Méndez San Martín, politico argentino (Buenos Aires, n. 1902 - San Paolo, † 1958)
- Armando Riviera, politico italiano (Novara, n. 1937)
- Armando Sabatini, politico italiano (Granaglione, n. 1908 - Roma, † 2003)
- Armando Sarti, politico italiano (San Giovanni in Persiceto, n. 1927 - Bologna, † 2000)
- Armando Scarpino, politico italiano (Nicastro, n. 1922 - Roma, † 1976)
- Armando Selva, politico e manager italiano (Como, n. 1952)
- Armando Siri, politico italiano (Genova, n. 1971)
- Armando Valli, politico italiano (Lezzeno, n. 1951)
- Armando Veneto, politico e avvocato italiano (Aversa, n. 1935)

## Preparatori atletici(1)
- Armando Onesti, preparatore atletico, allenatore di calcio e calciatore italiano (La Spezia, n. 1936 - Fidenza, † 2019)

## Presbiteri(2)
- Armando Matteo, presbitero e teologo italiano (Catanzaro, n. 1970)
- Armando Zavatta, presbitero e missionario italiano (Sciaffusa, n. 1915 - † 1976)

## Pubblicitari(1)
- Armando Testa, pubblicitario, disegnatore e animatore italiano (Torino, n. 1917 - Torino, † 1992)

## Pugili(2)
- Armando Martínez, ex pugile cubano (Majagua, n. 1961)
- Mando Ramos, pugile statunitense (Long Beach, n. 1948 - San Pedro, † 2008)

## Rapper(2)
- Pitbull, rapper, cantante e attore statunitense (Miami, n. 1981)
- Chicoria, rapper e writer italiano (Roma, n. 1979)

## Registi(8)
- Armando Bó, regista cinematografico, sceneggiatore e montatore argentino (Buenos Aires, n. 1978)
- Armando Ceste, regista italiano (Torino, n. 1942 - Orbassano, † 2009)
- Armando Crispino, regista, sceneggiatore e critico cinematografico italiano (Biella, n. 1924 - Roma, † 2003)
- Tulio Demicheli, regista cinematografico e sceneggiatore argentino (Buenos Aires, n. 1914 - Madrid, † 1992)
- Armando Fizzarotti, regista, sceneggiatore e fotografo italiano (Napoli, n. 1892 - Napoli, † 1966)
- Armando Grottini, regista italiano (Roma, n. 1909 - Roma, † 2001)
- Armando Robles Godoy, regista e sceneggiatore peruviano (New York, n. 1923 - Lima, † 2010)
- Armando William Tamburella, regista italiano (Cincinnati, n. 1919 - Roma, † 1999)

## Registi teatrali(1)
- Armando Punzo, regista teatrale e drammaturgo italiano (Cercola, n. 1959)

## Rugbisti a 15(1)
- Armando Nisti, rugbista a 15 e allenatore di hockey su prato italiano (Roma, n. 1898 - Roma, † 1972)

## Scacchisti(1)
- Armando Silli, scacchista italiano (Livorno, n. 1917 - Torino, † 1987)

## Sceneggiatori(2)
- Armando Festa, sceneggiatore e scrittore italiano (Napoli, n. 1973)
- Armando Iannucci, sceneggiatore, regista e produttore televisivo britannico (Glasgow, n. 1963)

## Schermidori(2)
- Armando Barrientos, schermidore cubano (L'Avana, n. 1906 - Miami, † 1998)
- Armando Dellantonio, schermidore italiano (Gries, n. 1925 - † 2022)

## Scrittori(5)
- Armando Meoni, scrittore italiano (Prato, n. 1894 - Prato, † 1984)
- Armando Palacio Valdés, scrittore e critico letterario spagnolo (Entralgo, n. 1853 - Madrid, † 1938)
- Armando Perotti, scrittore, poeta e giornalista italiano (Bari, n. 1865 - Cassano delle Murge, † 1924)
- Armando Ravaglioli, scrittore, critico d'arte e giornalista italiano (Rocca San Casciano, n. 1918 - Roma, † 2009)
- Armando Valladares, scrittore, poeta e diplomatico cubano (Pinar del Río, n. 1937)

## Scrittori di fantascienza(1)
- Armando Silvestri, scrittore di fantascienza e giornalista italiano (Palermo, n. 1909 - Roma, † 1990)

## Scultori(2)
- Armando Giuffredi, scultore e medaglista italiano (Montecchio Emilia, n. 1909 - Montecchio Emilia, † 1986)
- Armando Minguzzi, scultore e intagliatore italiano (Imola, n. 1884 - Bologna, † 1940)

## Sindacalisti(1)
- Armando Armuzzi, sindacalista e politico italiano (Corfù, n. 1851 - Ostia, † 1930)

## Sollevatori(1)
- Armando Tugnoli, sollevatore italiano (n. 1894)

## Stilisti(1)
- Armando Pollini, stilista e imprenditore italiano (Vigevano, n. 1935 - † 2021)

## Storici(4)
- Armando Di Pasquale, storico italiano (Palermo, n. 1919 - Palermo, † 2016)
- Armando Saitta, storico italiano (Sant'Angelo di Brolo, n. 1919 - Roma, † 1991)
- Armando Sapori, storico, archivista e politico italiano (Siena, n. 1892 - Milano, † 1976)
- Armando Felice Verde, storico italiano (Cimitile, n. 1926 - Firenze, † 2010)

## Tennisti(1)
- Armando Vieira, tennista brasiliano (San Paolo, n. 1923 - † 2010)

## Tenori(1)
- Armando Bini, tenore italiano (Pisa, n. 1887 - Milano, † 1954)

## Velocisti(1)
- Armando Sardi, velocista italiano (Monza, n. 1940 - † 2023)

## Vescovi cattolici(4)
- Armando Bucciol, vescovo cattolico e missionario italiano (Motta di Livenza, n. 1946)
- Armando Franco, vescovo cattolico italiano (Mesagne, n. 1922 - Oria, † 1997)
- Armando Umberto Gianni, vescovo cattolico italiano (Gragnola, n. 1939)
- Armando Trasarti, vescovo cattolico italiano (Campofilone, n. 1948)

## Violinisti(1)
- Armando Sciascia, violinista, arrangiatore e direttore d'orchestra italiano (Lanciano, n. 1920 - Trumbull, † 2017)

## Wrestler(1)
- Mando Guerrero, ex wrestler messicano (Guadalajara, n. 1952)